# Gsteig bei Gstaad
Gsteig bei Gstaad (französisch Gsteig, veraltet Châtelet) ist eine politische Gemeinde im Verwaltungskreis Obersimmental-Saanen des Kantons Bern in der Schweiz.
Gsteig ist eine Einwohnergemeinde ohne Burgergemeinde. Daneben existiert eine evangelisch-reformierte Kirchgemeinde.

## Name
Gsteig geht zurück auf das althochdeutsche steiga (Anstieg) und bezeichnet die Stelle, wo die alte Wegverbindung nach dem Col du Pillon ansteigt. Der mittelalterliche Name Chastalet von 1312 bedeutet so viel wie Wacht-, Wehr- und Zufluchtsturm. Im Gemeindewappen ist dieser Turm symbolisch dargestellt.

## Geographie
Gsteig bei Gstaad liegt im Berner Oberland auf dem Weg zum Col du Pillon. Die Gemeinde besteht aus den Orten Gsteig und Feutersoey. Die Nachbargemeinden von Norden beginnend im Uhrzeigersinn sind Saanen, Lauenen, Savièse, Ormont-Dessus und Château-d’Oex. Die Berge im Süden der Gemeinde bilden die Grenze zum Wallis. Auf dem Gipfel des Oldenhorns befindet sich ein Dreikantonseck zu den Kantonen Waadt und Wallis (). Im Ortsteil Feutersoey befindet sich der Arnensee, ein Stausee.

## Geschichte

Luftbild von Gsteig mit Schluchhorn und Oldenhorn (1946)

1312 wurde der Ort erstmals mit dem Namen Chastelet erwähnt, ab 1453 hiess er Steig und französisch Châtelet. Damals wurde die Theodulskirche geweiht, die bis zur kirchlichen Selbständigkeit eine Aussenstelle von Saanen war. 1458 wurde eine Burg erwähnt, von der heute nur noch Mauerreste vorhanden sind. Eine Siedlung namens Ussers Gründ wurde zu unbekannten Zeiten durch einen Bergsturz zerstört. Unter der Herrschaft Berns wurde 1556 die Reformation eingeführt.
In Gsteig wurde seit Jahrhunderten Alpwirtschaft betrieben, einen Viehmarkt gibt es seit 1727. Als Nebenerwerb entwickelte sich zuerst die Holzverarbeitung und ab 1900 etwas Tourismus mit Hotels und Ferienhäusern, der nach Saanen und auf den Diableretsgletscher ausgerichtet ist, wo auch im Sommer Ski gefahren wird. Weitere Ausflugsziele vor Ort sind die Burgfälle, der Arnensee und das Naturschutzgebiet am Oldenhorn. Die Einheimischen arbeiten heute vorwiegend in Gstaad.

## Politik
Gemeinde- und Gemeinderatspräsident ist seit 2012 Markus Willen (Stand 2024).
Bei den Nationalratswahlen 2023 betrugen die Wähleranteile in Gsteig (in Klammern die Veränderung im Vergleich zu den Wahlen 2019 in Prozentpunkten): SVP 54,39 % (−6,75), glp 11,70 % (+1,29), FDP 7,48 % (+0,52), SP 7,19 % (+3,32), EDU 6,86 % (+5,08), Mitte 6,07 % (−0,87), Grüne 2,12 % (−1,09), EVP 1,48 % (+0,28), SD 0,31 % (−0,02).

## Persönlichkeiten
- Friedrich Gerber (1828–1905), evangelischer Geistlicher und Pädagoge
- Johann Peter Romang (1802–1875), evangelischer Geistlicher, Theologe und Hochschullehrer
- Johann Jakob Romang (1831–1884), Schriftsteller